# André Previn
André Previn, rodným jménem Andreas Ludwig Priwin (6. dubna 1929,  Berlín, Německo – 28. února 2019, New York, New York, USA) byl americký klavírista, dirigent, aranžér a hudební skladatel,
čtyřnásobný držitel ceny americké Akademie filmového umění a věd (Oscar) a desetinásobný držitel Ceny Grammy.

## Život

### Původ a studium
Pocházel ze židovské rodiny usazené v německém hlavním městě Berlíně. V roce 1939 emigrovala celá rodina do Spojených států před hrozícím nacistickým pronásledováním. Občanem USA se stal v roce 1943. Studoval hudbu v Beverly Hills u Los Angeles do roku 1946.

### Skladatel a dirigent
Jako skladatel a dirigent se prosadil v Hollywoodu už v roce 1948, kdy začal psát a aranžovat filmovou hudbu a řídit filmové orchestry. Poté, co se úspěšně etabloval, dirigoval hudební nahrávky pro slavné filmové muzikály, jako jsou např. Gigi (1958), Porgy a Bess (1959) a My Fair Lady (1964), za něž obdržel čtyři Oscary.
V roce 1967 se stal dirigentem symfonického orchestru v Houstonu (Houston Symphony Orchestra) a příští rok i symfonického orchestru v Londýně (London Symphony Orchestra). V následujících letech působil jako dirigent např. u symfonického orchestru v Pittsburghu, Královského filharmonického orchestru (Royal Symphony Orchestra) v Londýně a jako šéfdirigent u Los Angeles Philharmonic. Nadále skládal filmovou hudbu, komponoval a aranžoval hudbu k muzikálům. Skládal ale i hudební díla spadající do oboru klasické hudby, jako byl např. jeho violoncellový koncert nebo koncert pro kytaru a orchestr.
Od poloviny padesátých let 20. století také cestoval a hrál jako jazzový pianista. Tehdy spolupracoval s hudebníky jako byli Shelly Manne, Leroy Vinnegar a Benny Carter. Společně s nimi nahrál i album, které obsahovalo upravené písně pocházející z muzikálu My Fair Lady (1956), toto album se ve své době stalo hudebním bestsellerem.
V pozdějších letech se Previn soustředil výlučně na komponování klasické hudby. Jeho první operou se stala Tramvaj do stanice Touha (A Streetcar Named Desire) podle stejnojmenné divadelní hry Tennessee Williamse, jež byla poprvé provedena v operním domě v San Franciscu roku 1998. Hlavní role (Blanche DuBois) byla při této světové premiéře svěřena sopranistce Renée Flemingové. Previn složil v tomto období mnoho dalších děl z oblasti vážné hudby. Jsou to díla vokální, komorní hudba i symfonie.
Previn byl velmi úspěšný a světově uznávaný skladatel a dirigent. Pravidelně vystupoval s mnoha předními světovými symfonickými tělesy. V rámci hudebního festivalu Pražské jaro roku 2010 vystoupil v pražském Obecním domě jako dirigent s Českou filharmonií. V tento večer řídil svou vlastní skladbu Diversions, Koncert pro klarinet a orchestr Aarona Coplanda (sólista Thomas Martin) a 7. symfonii Antonína Dvořáka.

### Manželství
André Previn prošel pěti manželstvími. Jeho pátou ženou byla v letech 2002 až 2006 světoznámá německá houslistka Anne-Sophie Mutter.

## Ocenění

### Oscar za nejlepší filmové hudební provedení
André Previn obdržel Oscary za nejlepší hudební provedení (Academy Award for Original Music Score) těchto filmových muzikálů:
- 1958 Gigi
- 1959 Porgy & Bess
- 1963 Sladká Irma
- 1964 My Fair Lady